# 昆仑路街道 (克拉玛依市)
昆仑路街道，是中华人民共和国新疆维吾尔自治区克拉玛依市克拉玛依区下辖的一个乡镇级行政单位。

## 行政区划
昆仑路街道下辖以下地区：
南林社区、文明供应社区、永红社区、天池社区、幸福永安社区、南苑社区、南泉社区、南湖社区、东盛社区和东彩社区。